# 八染茂雄
八染 茂雄（やそめ しげお、1929年7月10日 - 1983年8月17日）は、栃木県足利市朝倉町出身で春日野部屋に所属した大相撲力士。本名同じ。現役時代の体格は172cm、93kg。得意手は左四つ、寄り、肩透かし、上手捻り。最高位は東前頭16枚目（1957年3月場所）。

## 来歴・人物
栃木県立足利工業学校（現・栃木県立足利工業高校）を卒業後、食糧公団勤務を経て春日野部屋に入門し、1949年10月場所で初土俵を踏んだ。
同場所では番付外と新序でそれぞれ好成績を残したため、翌年1月場所の番付では序ノ口を飛び越し、序二段に四股名が載った。
なお、当初より、本名でもある「八染」を名乗った（以後は「栃木岩」に改名した時期もあったが、2年足らずで元の「八染」に再改名している）。
因みに、当時の同部屋の師匠は、同郷でもある元横綱・栃木山であった。
この頃、春日野部屋には栃錦や鳴門海らの先輩がおり、彼らの優れた指導もあってか出世は早かった。
だが、幕下にいたころに両膝を負傷し、その後は一時低迷した。
1954年5月場所にて十両昇進、1956年5月場所で入幕を果たし、後に師匠となる横綱・栃錦の露払いを務めた時期もあった。
軽量（最高で93kg）の小兵であったためか、上位には進出できなかった。しかし、春日野部屋伝統の技能派力士として活躍した。
左四つ相撲の取り手であったが、前述した膝の負傷の影響もあり一気に出る相撲が取れずに長引くことが多く、ツラ相撲の傾向が見られた。
現役晩年は長く十両で相撲を取ったが、後の横綱・大鵬に連勝したことがある（1959年7月場所、同年9月場所）。1962年5月場所後、幕下に落ちた事を契機に廃業。
その後は帰郷し、衣料品店を営んだ。
1983年8月17日死去。享年54。

## エピソード
1955年3月場所中、悪い相撲を取って帰った際に、真っ暗い部屋に電気もつけないで座っているところを栃錦が飲みに連れて行き、それから8連勝したことがある。

## 主な成績・記録
- 通算成績：398勝403敗11休　勝率.497
- 幕内成績：77勝103敗　勝率.428
- 現役在位：57場所
- 幕内在位：12場所
- 各段優勝
  - 十両優勝：2回（1959年3月場所、1960年1月場所）

### 場所別成績
| | 一月場所 初場所（東京） | 三月場所 春場所（大阪） | 五月場所 夏場所（東京） | 七月場所 名古屋場所（愛知） | 九月場所 秋場所（東京） | 十一月場所 九州場所（福岡） |
| --- | ----------------------- | ----------------------- | ----------------------- | --------------------------- | ----------------------- | --------------------------- |
| 1949年 （昭和24年） | x                       | x                       | x                       | x                           | 新序 4–0                | x                           |
| 1950年 （昭和25年） | 東序二段11枚目 11–4     | x                       | 東三段目21枚目 10–5     | x                           | 西三段目8枚目 9–6       | x                           |
| 1951年 （昭和26年） | 東幕下28枚目 11–4       | x                       | 東幕下14枚目 8–7        | x                           | 東幕下9枚目 7–8         | x                           |
| 1952年 （昭和27年） | 西幕下11枚目 7–8        | x                       | 西幕下12枚目 4–7–4      | x                           | 西幕下19枚目 5–10       | x                           |
| 1953年 （昭和28年） | 東幕下24枚目 6–9        | 西幕下27枚目 5–3        | 東幕下22枚目 5–3        | x                           | 東幕下11枚目 3–5        | x                           |
| 1954年 （昭和29年） | 西幕下13枚目 5–3        | 西幕下4枚目 6–2         | 西十両20枚目 8–7        | x                           | 東十両19枚目 9–6        | x                           |
| 1955年 （昭和30年） | 西十両10枚目 6–9        | 西十両14枚目 9–6        | 西十両8枚目 7–8         | x                           | 東十両9枚目 5–10        | x                           |
| 1956年 （昭和31年） | 西十両13枚目 10–5       | 東十両5枚目 10–5        | 西前頭20枚目 8–7        | x                           | 東前頭19枚目 6–9        | x                           |
| 1957年 （昭和32年） | 西前頭22枚目 9–6        | 東前頭16枚目 7–8        | 西前頭16枚目 7–8        | x                           | 西前頭17枚目 5–10       | 西前頭20枚目 9–6            |
| 1958年 （昭和33年） | 西前頭16枚目 7–8        | 東前頭17枚目 6–9        | 東前頭19枚目 5–10       | 西十両筆頭 8–7              | 東前頭22枚目 5–10       | 東十両3枚目 5–10            |
| 1959年 （昭和34年） | 西十両7枚目 10–5        | 西十両2枚目 優勝 13–2   | 東前頭17枚目 3–12       | 西十両3枚目 8–7             | 東十両3枚目 6–9         | 西十両7枚目 6–9             |
| 1960年 （昭和35年） | 東十両12枚目 優勝 12–3  | 東十両5枚目 6–9         | 西十両8枚目 8–7         | 東十両8枚目 6–9             | 西十両10枚目 8–7        | 西十両8枚目 7–8             |
| 1961年 （昭和36年） | 東十両9枚目 7–8         | 東十両10枚目 10–5       | 東十両5枚目 6–9         | 西十両10枚目 5–10           | 西十両17枚目 9–6        | 東十両8枚目 5–10            |
| 1962年 （昭和37年） | 東十両15枚目 7–8        | 西十両16枚目 3–12       | 西幕下7枚目 引退 0–0–7  | x                           | x                       | x                           |
| 各欄の数字は、「勝ち-負け-休場」を示す。 優勝 引退 休場 十両 幕下 三賞：敢=敢闘賞、殊=殊勲賞、技=技能賞 その他：★=金星 番付階級：幕内 - 十両 - 幕下 - 三段目 - 序二段 - 序ノ口 幕内序列：横綱 - 大関 - 関脇 - 小結 - 前頭（「#数字」は各位内の序列） |                         |                         |                         |                             |                         |                             |

### 幕内対戦成績
| 力士名 | 勝数 | 負数 | 力士名 | 勝数 | 負数 | 力士名 | 勝数 | 負数 | 力士名         | 勝数 | 負数 |
| ------ | ---- | ---- | ------ | ---- | ---- | ------ | ---- | ---- | -------------- | ---- | ---- |
| 東海   | 2    | 1    | 愛宕山 | 3    | 1    | 天津灘 | 2    | 0    | 泉洋           | 3    | 6    |
| 岩風   | 1    | 4    | 及川   | 0    | 3    | 大瀬川 | 0    | 4    | 大田山         | 1    | 0    |
| 大ノ浦 | 2    | 1    | 大昇   | 1    | 0    | 大蛇潟 | 3    | 0    | 海山           | 2    | 1    |
| 神生山 | 2    | 1    | 神錦   | 4    | 2    | 起雲山 | 1    | 0    | 清恵波         | 4    | 4    |
| 鬼竜川 | 3    | 2    | 国登   | 2    | 4    | 鯉の勢 | 3    | 2    | 櫻國           | 1    | 0    |
| 潮錦   | 1    | 7    | 嶋錦   | 3    | 3    | 清水川 | 0    | 1    | 高錦           | 4    | 2    |
| 太刀風 | 1    | 0    | 玉乃海 | 0    | 1    | 玉響   | 0    | 1    | 鶴ヶ嶺         | 0    | 1    |
| 富樫   | 0    | 1    | 時津山 | 0    | 1    | 時錦   | 1    | 2    | 豊ノ海         | 0    | 1    |
| 白龍山 | 3    | 1    | 羽子錦 | 1    | 2    | 緋縅   | 0    | 4    | 平鹿川         | 2(1) | 2    |
| 広瀬川 | 4    | 2    | 福ノ海 | 0    | 4    | 福乃里 | 1    | 0    | 冨士錦         | 1    | 0    |
| 二瀬山 | 0    | 1    | 双ツ龍 | 0    | 2    | 星甲   | 3    | 2    | 前ノ山(佐田岬) | 3    | 3    |
| 三根山 | 1    | 0    | 宮錦   | 2    | 5    | 芳野嶺 | 2    | 3    | 若杉山         | 0    | 1    |
| 若瀬川 | 1    | 1    | 若葉山 | 2    | 5    | 若前田 | 0    | 1    |                |      |      |

## 改名歴
- 八染 茂雄（やそめ しげお）1950年1月場所-1951年1月場所
- 栃木岩 茂雄（とちぎいわ -）1951年5月場所-1952年5月場所
- 八染 茂雄（やそめ -）1952年9月場所-1962年5月場所